# Municipio de Madison (condado de Daviess)
El municipio de Madison (en inglés: Madison Township) es un municipio ubicado en el condado de Daviess en el estado estadounidense de Indiana. En el año 2010 tenía una población de 2840 habitantes y una densidad poblacional de 29,81 personas por km².

## Geografía
El municipio de Madison se encuentra ubicado en las coordenadas 38°51′36″N 86°58′0″O / 38.86000, -86.96667. Según la Oficina del Censo de los Estados Unidos, el municipio tiene una superficie total de 95.29 km², de la cual 94,89 km² corresponden a tierra firme y (0,41 %) 0,39 km² es agua.

## Demografía
Según el censo de 2010, había 2840 personas residiendo en el municipio de Madison. La densidad de población era de 29,81 hab./km². De los 2840 habitantes, el municipio de Madison estaba compuesto por el 98,35 % blancos, el 0,07 % eran afroamericanos, el 0,6 % eran amerindios, el 0,21 % eran asiáticos, el 0,25 % eran de otras razas y el 0,53 % eran de una mezcla de razas. Del total de la población el 0,53 % eran hispanos o latinos de cualquier raza.